# Блокирование Википедии в Турции

Версия логотипа Википедии, установленная в турецком разделе после блокировки. Слова «Vikipedi — Özgür Ansiklopedi» (Википедия — свободная энциклопедия) закрыты чёрной линией, символизирующей цензуру

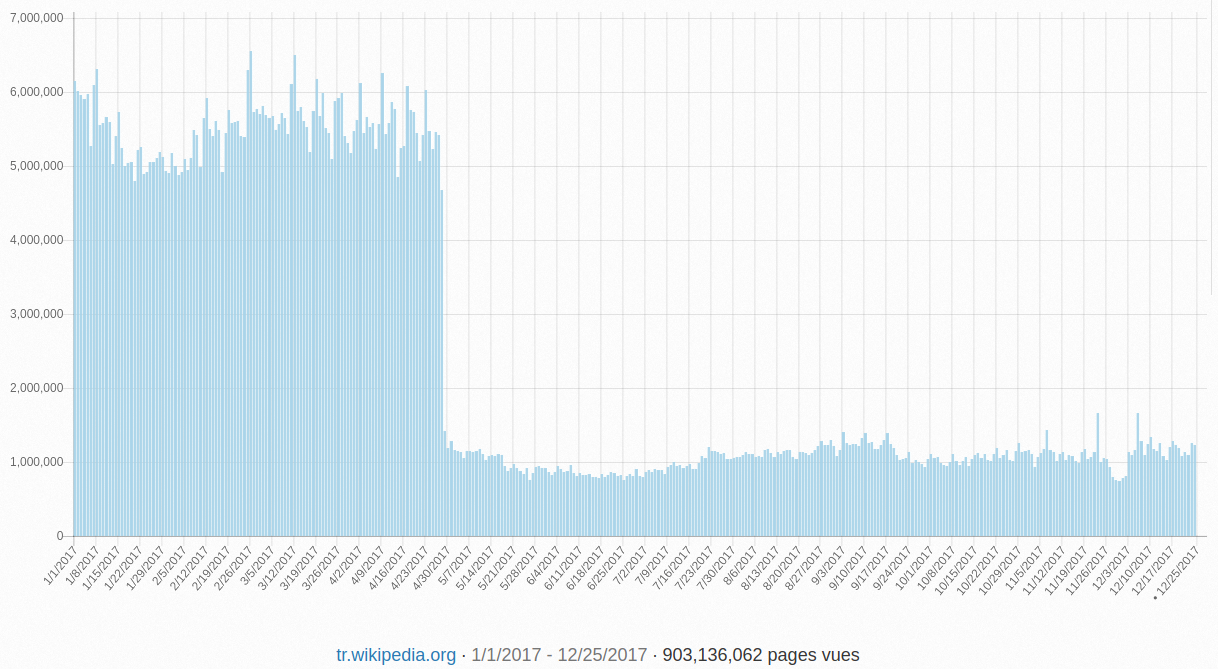
Статистика посещений турецкого раздела Википедии в феврале-мае 2017 года. После блокировки количество посещений упало на 80 %

Праздничный логотип в честь разблокировки 15 января 2020 года

Блокирование доступа к Википедии на территории Турции (запрет доступа ко всем языковым разделам Википедии с территории Турции) началось 29 апреля 2017 года. Доступ был ограничен в соответствии с законом № 5651, поводом для блокировки стала размещённая в вики-статьях о государственном терроризме информация о том, что Турция спонсировала ИГИЛ и Аль-Каиду. Турецкие суды признали эту информацию попыткой манипуляции обществом посредством СМИ. Несмотря на неоднократные требования турецкого управления информационно-коммуникационными технологиями, информация из статьи удалена не была. 15 января 2020 блокировка была снята.

## Предыстория
Турция неоднократно обвинялась в финансировании исламистских группировок, сражающихся против правительства Башара Асада, в том числе подразделения Аль-Каиды Фронта ан-Нусра. В октябре 2014 года вице-президент США Джозеф Байден заявил, что Турция, Саудовская Аравия и ОАЭ «вливают миллионы долларов и десятки тысяч тонн оружия в каждого, кто готов сражаться против аль-Асада».
Блокировка произошла через две недели после референдума в Турции, на котором были приняты поправки, значительно расширяющие полномочия президента.
25 апреля 2017 года турецкая авиация нанесла ряд авиаударов по объектам курдских подразделений YPG, YPJ и РПК на территории Сирии и Ирака. В результате этих авиаударов в Ираке погибло около 40 бойцов Пешмерга, в Сирии более 20 бойцов YPG и YPJ. После этого Демократические силы Сирии (ДСС) заявили, что они прекратят осаду Ракки (столицы ИГИЛ на тот момент), если США не предпримут мер для предотвращения повторных авиаударов по ним со стороны Турции. В ответ США начали патрулировать границы вместе с ДСС, чтобы предотвратить подобные инциденты.

## Блокировка
Утром 29 апреля 2017 года доступ ко всем языковым разделам Википедии с территории Турции был заблокирован. По информации Рейтерс и Би-би-си, блокировка началась в 5:00 GMT. Турецкое управление информационно-коммуникационными технологиями так прокомментировало блокировку: «После технического анализа и на основании закона № 5651 к сайту были применены административные меры».
«Голос Америки» сообщил, что в турецких СМИ причиной блокировки была названа «статья, связанная с терроризмом». В министерстве транспорта и связи Турции заявили следующее: «Вместо сотрудничества в борьбе против терроризма, она [Википедия] стала частью источников информации, которые ведут кампанию по очернению Турции в международных СМИ».
По запросу университета Бильги в суде были названы конкретные статьи Википедии, содержание которых стало основанием для блокировки. Это:
- en:State-sponsored terrorism#Turkey
- en:Foreign involvement in the Syrian Civil War#Turkey

11 мая 2017 года министр транспорта и связи Турции Ахмет Арслан, комментируя причины блокировки, заявил, что, когда читаешь Википедию, «создаётся впечатление, что Турция поддерживает террористические организации».
3 мая 2017 года фонд «Wikimedia Foundation» попытался оспорить блокировку в суде Анкары, но 5 мая иск был отклонён. В заявлении суда было сказано, что блокировка не будет снята до тех пор, пока «незаконные» статьи не будут удалены. Тогда же управление информационно-коммуникационными технологиями сделало следующее официальное заявление:

- несмотря на все усилия, ложные утверждения о поддержке со стороны Турции террористических организаций не были удалены из Википедии;
- статьи нельзя было привести в соответствие с точной информацией;
- поскольку Википедия использует протокол HTTPS, технически невозможна фильтрация по URL, поэтому заблокировать отдельные статьи невозможно;
- таким образом, всё содержание Википедии должно быть подвергнуто фильтрации;
- редакторы Википедии должны делать всё необходимое для этих и схожих статей.

2 мая 2017 года мэрия Стамбула отозвала посланное ранее приглашение основателю Википедии Джимми Уэйлса на выставку «World Cities Expo», которая должна была пройти с 15 по 18 мая в Стамбуле. Уэйлс заявлял, что собирается посетить выставку даже несмотря на блокировку Википедии, по его словам: «Я с нетерпением жду эту поездку. Стамбул — один из самых любимых моих городов».
26 декабря 2019 года Конституционный суд Турции принял решение о противоречии запрета конституции Турции. По мнению суда, запрет нарушает право граждан на выражение своего мнения. Суд постановил отменить запрет.

## Реакция

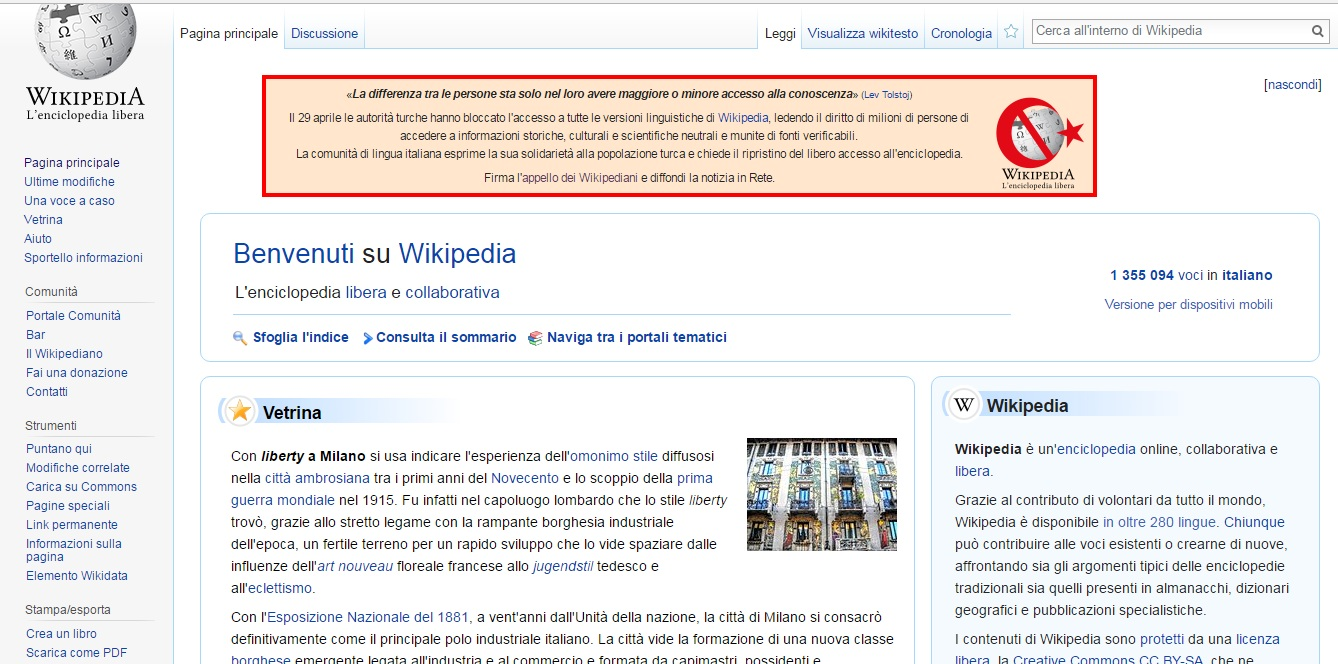
В итальянской Википедии в знак протеста против блокировки Википедии в Турции был размещён баннер

Турецкая оппозиция, в том числе многие члены Республиканской народной партии, выступили с осуждением блокировки. В частности, депутат от РНП Эрен Эрдем заявил, что эти события «ставят Турцию в один ряд с Северной Кореей», а Барыш Яркадаш назвал блокировку «цензурой и нарушением права на доступ к информации».
После блокировки с использованием технологии IPFS была создана копия турецкой Википедии. Также были созданы пиратские «зеркала» английской и турецкой Википедий, расположенные по адресу: «TurkceWikipedia.org».
В связи с инцидентом основатель энциклопедии Джимми Уэйлс разместил в своем личном профиле обращение к гражданам Турции, в котором заявил, что доступ к информации является базовым правом человека, и что он будет продолжать бороться за это право. В тот же день в блоге Фонда Викимедиа было опубликовано заявление Кэтрин Мар, исполнительного директора Фонда Викимедиа, в котором она призвала турецкое правительство восстановить полный доступ к Википедии для турецкого народа и вернуть им возможность обращаться к крупнейшему в мире ресурсу знаний.
В дополнение к этим заявлениям, на сайте «Мета-вики» было размещено обращение от имени сообщества участников проектов Викимедиа, под которым подписалось более 7000 человек. Там, в частности, говорится:
Мы разочарованы и удивлены предположением, что наши сообщества поддерживают терроризм или насильственные действия любого рода. Это противоречит самой природе нашей работы, состоящей в нейтральном изложении фактов и основных точек зрения. Мы не поддерживаем политическую пропаганду в Википедии. Мы не поддерживаем терроризм.
Цензура Википедии имеет место во многих странах, в частности заблокирован доступ ко всем языковым разделам Википедии из Китая.